# 海雪
海洋雪（英語：Marine snow）是指深海中像雪花一樣不斷沉降的有機物碎屑，起源於海洋上部透光層的有機物生產活動。
海洋雪的組成包括：已死或將死的動植物（浮游生物）、原生生物（如矽藻）、細菌、排泄物顆粒、泥沙和塵土等。“雪花”（多成團或絲）是較小的顆粒透過含有多糖的黏性物質粘在一起形成的大的聚集體。這種多糖稱作“透明胞外聚合物顆粒”（Transparent Exopolymer Particles，TEPs），是由細菌或浮游生物產生的天然聚合物。隨時間推移，這些聚集體直徑可長到幾厘米，需要幾週時間才能飄到海底。
然而，海洋雪中大多數的有機物不能到達海底，而是在頭1000米飄浮過程中，讓微生物、浮游動物和其它濾食性動物消費掉。據此，海洋雪可以視為深海和底棲生態系統的基礎，因爲陽光不能到達這裏，深海生物重度依賴海洋雪作爲能量來源，因而某方面來講，人類近代大規模的捕魚活動，可能也會對深海生物造成意想不到的生態變化。在上層海水中未經利用的少量物質進入了海底表面的軟泥，進一步被生物活動降解。
海洋雪目前得到微生物學家的重視，因爲上面附著有微生物群落。最近研究發現海洋雪所運輸的細菌可能和以前從海底分離出的細菌交換基因。在這樣廣大的區域裏也許存在尚未發現的適應高壓、低溫的物種，能夠應用於生物工程或者製藥。
海洋雪的產量隨光合作用強度和洋流季節性地波動，也就是說春天更大一些，因此一些深海動物的繁殖周期與此同步。
在全球碳循環中，海洋雪的作用可能在一定程度上減輕溫室效應：大氣中以二氧化碳形式存在的碳被浮游植物固定，隨後以海洋雪的形式傳送到洋底，在很長時間内不會再進入大氣。大洋溫度的不斷上升可能引起海水的進一步分層，並導致深海碳儲藏率的下降。